# Vật đen
Trong vật lý học, vật đen tuyệt đối, hay ngắn gọn là vật đen, là vật hấp thụ hoàn toàn tất cả các bức xạ điện từ chiếu đến nó, bất kể bước sóng nào. Điều này có nghĩa là sẽ không có hiện tượng phản xạ hay tán xạ trên vật đó, cũng như không có dòng bức xạ điện từ nào đi xuyên qua vật.
Một vật thể ở trạng thái cân bằng nhiệt động (thermodynamic equilibrium) với môi trường xung quanh sẽ phát ra một loại bức xạ điện từ gọi là bức xạ vật đen. Quang phổ của vật đen là quang phổ liên tục và chỉ phụ thuộc vào nhiệt độ của vật đen.
Khi nhiệt độ của một vật không thay đổi, theo định luật bảo toàn năng lượng:
F0 = Fht + Fpx + Ftq = Fbxn
Ở đây: 
- F0 là thông lượng bức xạ điện từ chiếu vào vật.
- Fht là phần thông lượng bức xạ điện từ chiếu vào bị hấp thụ.
- Fpx là phần thông lượng bức xạ điện từ chiếu vào bị phản xạ (hay tán xạ).
- Ftq là phần thông lượng bức xạ điện từ chiếu vào bị truyền qua.
- Fbxn là thông lượng bức xạ điện từ mà vật đen bức xạ trở lại môi trường.

Ở trường hợp giới hạn lý tưởng, khi không có sự phản xạ, tán xạ hay truyền qua của các bức xạ điện từ chiếu đến vật, vật là một vật đen tuyệt đối (Fpx = 0, Ftq = 0): 
F0 = Fht = Fbxn
Vật đen định nghĩa như trên là một vật lý tưởng, không tồn tại trong thực tế, có đặc tính biến tất cả năng lượng nhận được thành năng lượng bức xạ đặc trưng cho nhiệt độ của vật, với bất kỳ trị số nào của bước sóng. Mô hình vật đen là một mô hình lý tưởng trong vật lý, nhưng có thể áp dụng gần đúng cho nhiều vật thể thực tế. Các vật thể thực đôi khi được mô tả chính xác hơn bởi khái niệm vật xám. Vật thể trên thực tế gần đúng với khái niệm vật đen nhất là lỗ đen, là vật có lực hấp dẫn mạnh đến nỗi hút gần như tất cả các vật chất (hạt, sóng bức xạ) nào ở gần nó.
Ngoài ra, một vật có màu đen không hẳn là một vật đen. Ví dụ, chiếc tàu lặn sơn màu đen đi trong đêm tối. Tuy con người khó nhìn thấy nó, nhưng nó vẫn bị phát hiện bởi radar, có nghĩa là nó vẫn phản xạ các tia đó ở bước sóng vô tuyến.